# Loparit
Loparit, ehemals Loparit-(Ce), ist ein sehr selten vorkommendes Mineral aus der Mineralklasse der „Oxide und Hydroxide“. Es kristallisiert – in Abhängigkeit vom Chemismus – entweder im orthorhombischen Kristallsystem oder im tetragonalen Kristallsystem mit der Zusammensetzung (Na0.5REE0.5)TiO3, ist also ein Natrium-SEE-Titan-Oxid bzw. ein Natrium-SEE-Titanat.
Loparit findet sich in Form von pseudokubischen, würfel- bzw. oktaederähnlichen Kristallen bis zu 2 cm Größe, die sehr häufig Penetrationszwillinge nach {111} bilden. Er kann aber auch in Form von Überzügen auf Perowskit oder in massigen Aggregaten auftreten. Loparit findet sich meist in Begleitung von Nephelin, Mikroklin, Aegirin, Fluorapatit, Arfvedsonit, Perowskit, Ilmenit, Eudialyt (Barsanovit bzw. Eukolith), Titanit und Lamprophyllit.
Die Typlokalität des Loparit ist der ca. 20 km ostsüdöstlich vom Eisenbahnhaltepunkt Imandra entfernte Berg Maly Mannepachk im Nordwesten der Chibinen, Oblast Murmansk auf der Halbinsel Kola in Russland.
Wie beim Saamit geht die Benennung auf das indigene Volk der Samen zurück. 

## Etymologie und Geschichte

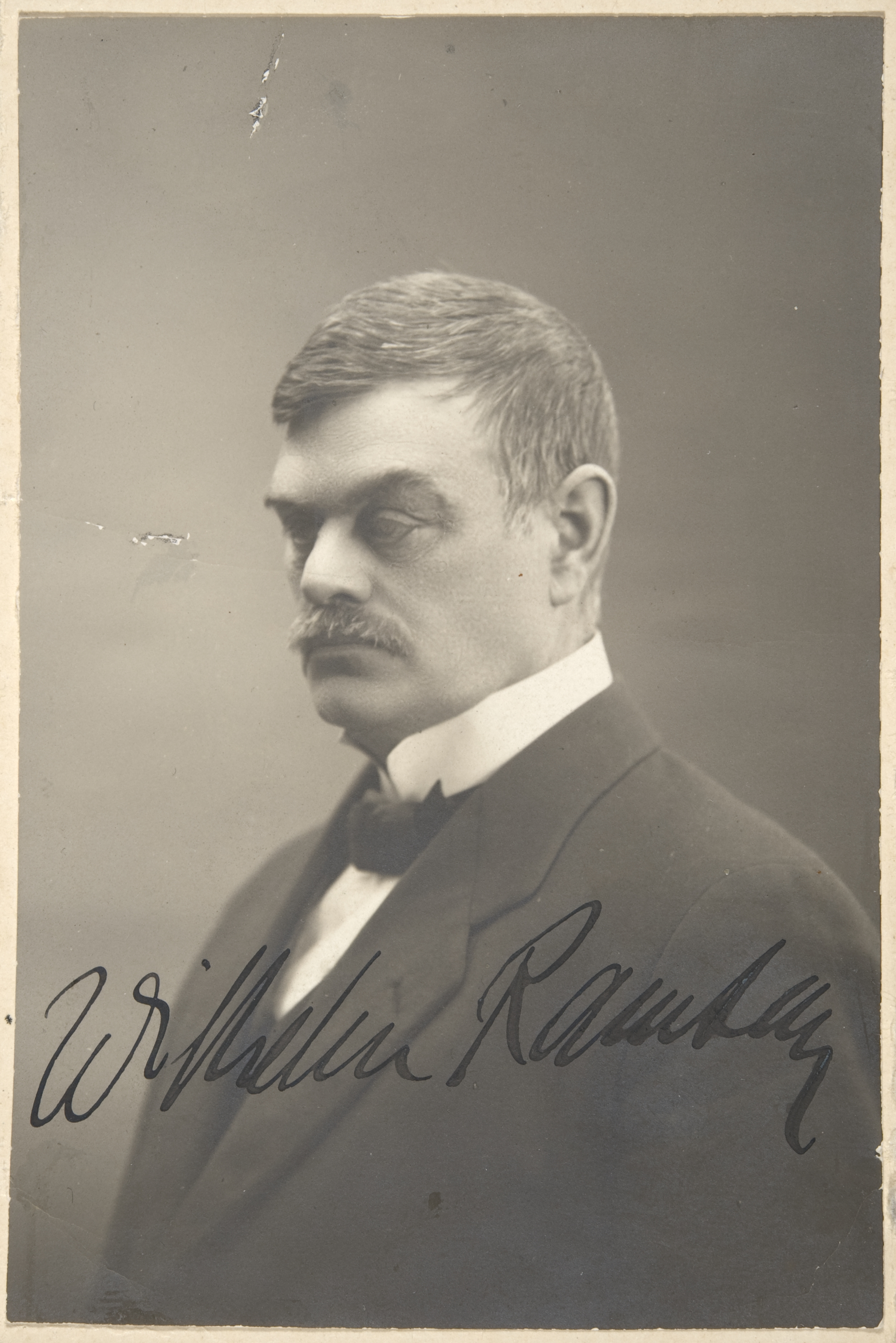
Wilhelm Ramsay – der Erstfinder des Minerals Loparit

Das heute als Loparit bekannte Mineral wurde erstmals von Wilhelm Ramsay in den Lowosero-Tundren gefunden und wie folgt charakterisiert:

„Im grobkörnigen Gesteine findet man kleine schwarze, halbmetallisch glänzende Individuen eines regulären Minerals, das in sehr dünnen Schliffen mit dunkel braunrother Farbe durchleuchtet. Es spaltet deutlich nach ∞O∞, welches auch die gewöhnliche Form ist. Sehr häufig sind Durchdringungszwillinge nach O. Das spezifische Gewicht ist viel höcher (sic!) als das, zu welchem die Rohrbach’sche Lösung gebracht werden kann. Es wird von keiner Säure angegriffen. Bei der Verwitterung im Gesteine haben sich Leukoxen und Ferri-hydrat gebildet.“

In seiner Erstbeschreibung gab Ramsay dem Mineral keinen eigenen Namen, sondern nur die Nummer „1“. 1894 charakterisierten Ramsay und sein Kollege Victor Hackman dieses Mineral ebenfalls nur kurz als neues Mineral mit der Nummer „1“, führten seine Herkunft auf ultramafische Xenolithe zurück und wiesen auf seine Ähnlichkeit mit Perowskit hin. Noch einmal drei Jahre später hielt Ramsay dieses Mineral tatsächlich für Perowskit.
Die erste vollständige Beschreibung von Loparit als Mitglied der Perowskit-Gruppe erfolgte durch Iwan Georgijewitsch Kuznetsow (1925) unter Verwendung von Material aus einem Nephelinsyenit-Pegmatit im benachbarten Alkaligesteinskomplex der Chibinen. Kurz davor hatte Alexander Jewgenjewitsch Fersman erstmals den Namen Loparit verwendet, die Eigenschaften des Minerals zusammengefasst und die erste chemische Analyse des Loparits präsentiert.

«Лопарит впервые отмечен Р а м з а е м, описывается и назван И. Г. К у з н е ц о в ы м (докл. Минер. Общ.). Относится к группе перовскита. Составu: TiO2=49,6%, R2O3=36,6% (R=группа редких земель), СаO=4,6%, Na2O=8,6%, K2O=0,04%. Правильной системы. Сложные двойники проростания. Цвет черный. Черта бyрaя. Блеск металлический. Харaктерный минерал эндоконтакта.»

„Loparit wurde erstmals von Ramsay gefunden; beschrieben und benannt von I. G. Kuznetsow (in den Berichten der Mineralogischen Gesellschaft). Er gehört zur Gruppe der Perowskite. Zusammensetzung: TiO2 = 49,6 %, R2O3 = 36,6 % (R = Gruppe der Seltenen Erden), CaO = 4,6 %, Na2O = 8,6 %, K2O = 0,04%. Kubisches System. Komplexe Zwillinge. Farbe schwarz. Der Strich ist braun. Metallglanz. Ein charakteristisches Mineral des Endokontakts.“

Flagge der Samen als länderübergreifendes Symbol des Volkes der Samen, nach denen der Loparit benannt wurde

Das von Fersman als Name für das Mineral vorgeschlagene Loparit bezieht sich auf den damals gebräuchlichen Namen der samischen Urbevölkerung der Lowosero-Tundren, Lopari (russisch лопари́ „Lappen“). Aufgrund der angenommenen Dominanz von SEE auf der A-Position wurde das Mineral durch einen Levinson modifier charakterisiert, welcher das vorherrschende SEE – in diesem Fall Cer – benennt. Aus diesem Grund war das Mineral 1987 im Rahmen einer „Special Procedure“ (1987 s.p.) in Loparit-(Ce) umbenannt worden.
Roger H. Mitchell und Anton R. Chakhmouradian haben allerdings festgestellt, dass es unter den von ihnen untersuchten Loparit-(Ce)-Proben keine gibt, in denen SEE unter den großen Kationen dominieren. Ferner dominiert im Loparit, der zur Perowskit-Gruppe mit der allgemeinen Formel ABX3 gehört, auf der A-Position kein SEE, sondern Natrium. Dies ist in allen untersuchten Proben einschließlich denen von der Typlokalität der Fall. Mithin ist ein Levinson modifier nicht nur unnötig, sondern nomenklatorisch sogar falsch. Folglich ist der Name des Minerals nicht Loparit-(Ce), sondern – wie in der ursprünglichen Benennung von Fersman – „Loparit“. Dies wird auch in der von der International Mineralogical Association (IMA) anerkannten, aktuellen Nomenklatur der Perowskit-Supergruppe so zum Ausdruck gebracht und in der aktuellen „List of Minerals“ der IMA (Stand September 2024) schließlich mit dem Zusatz „renamed (Rn)“ und der IMA-Kennung „2017 s.p.“ umgesetzt.
Das Typmaterial für Loparit wird unter den Katalognummern 21043–21045 in der Systematischen Sammlung des Mineralogischen Museums „Alexander Jewgenjewitsch Fersman“ der Russischen Akademie der Wissenschaften in Moskau aufbewahrt. Weiteres Typmaterial findet sich in der Galerie Nationale de Minéralogie et de Géologie des Pariser Muséum national d’histoire naturelle unter der Katalognummer 125.7.
Aufgrund der Entdeckung und Erstbeschreibung vor 1959 (vor fast 100 Jahren) zählt der Loparit zu den Mineralen, die von der IMA als Grandfathered bezeichnet werden und keine eigentliche IMA-Nummer besitzen, sondern nur die oben erwähnten IMA-Kennungen der „Special Procedure“.

## Klassifikation
Die strukturelle Klassifikation der International Mineralogical Association (IMA) zählt den Loparit zur Gruppe der stöchiometrischen Einfachperowskite in der Perowskit-Supergruppe. Hier bildet er zusammen mit Barioperowskit, Isolueshit, Goldschmidtit, Lakargiit, Heamanit-(Ce), Lueshit, Macedonit, Megawit, Perowskit und Tausonit die Perowskit-Untergruppe.
In der veralteten 8. Auflage der Mineralsystematik nach Strunz gehörte der Loparit zur Mineralklasse der „Oxide und Hydroxide“ und dort zur Abteilung „M2O3- und verwandte Verbindungen“, wo er gemeinsam mit Latrappit, Lueshit, Perowskit, Uhligit (diskreditiert 2006) und Zirkelit sowie den als Perowskit-Varietät diskreditierten Dysanalyt und den als Loparit-Varietät diskreditierten Nioboloparit in der „Perowskit-Gruppe“ mit der Systemnummer IV/C.07 steht.
In der zuletzt 2018 überarbeiteten Lapis-Systematik nach Stefan Weiß, die formal auf der alten Systematik von Karl Hugo Strunz in der 8. Auflage basiert, erhielt das Mineral die System- und Mineralnummer IV/C.10-050. Dies entspricht ebenfalls der Abteilung „Oxide mit dem Stoffmengenverhältnis Metall : Sauerstoff = 2 : 3 (M2O3 und verwandte Verbindungen)“, wo Loparit zusammen mit Barioperowskit, Isolueshit, Lakargiit, Latrappit, Lueshit, Macedonit, Megawit, Natroniobit, Pauloabibit, Perowskit, Tausonit und Vapnikit die „Perowskit-Reihe“ mit der Systemnummer IV/C.10 bildet.
Die von der IMA zuletzt 2009 aktualisierte 9. Auflage der Strunz’schen Mineralsystematik ordnet den Loparit in die Abteilung „Metall : Sauerstoff = 2 : 3, 3 : 5 und vergleichbare“ ein. Hier ist das Mineral in der Unterabteilung „Mit großen und mittelgroßen Kationen“ zu finden, wo es zusammen mit Isolueshit, Macedonit und Tausonit die „Loparit-Macedonit-Gruppe“ mit der Systemnummer 4.CC.35 bildet.
In der vorwiegend im englischen Sprachraum gebräuchlichen Systematik der Minerale nach Dana hat Loparit die System- und Mineralnummer 04.03.03.03. Das entspricht der Klasse der „Oxide und Hydroxide“ und dort der Abteilung „Oxide“. Hier findet er sich innerhalb der Unterabteilung „Einfache Oxide mit einer Kationenladung von 3+ (A2O3)“ in der „Perowskit-Gruppe“, in der auch Perowskit, Latrappit, Lueshit, Tausonit, Isolueshit, Barioperowskit und Lakargiit eingeordnet sind.

## Chemismus
Die von Alexander Jewgenjewitsch Fersman 1923 angegebene nasschemische Analyse an Loparit
führt 49,6 % TiO2; 36,6 % R2O3 (R = Gruppe der Seltenen Erden) 4,6 % CaO; 8,6 % Na2O und 0,04 % K2O auf.
Die bei I. G. Kuznetsow aufgeführte Analyse enthält 0,47 % SiO2; 50,24 % TiO2; 0,04 % ZrO; 33,17 % Ce2O3; 1,54 % Y2O3; 5,08 % CaO; 8,60 % Na2O und 0,43 % K2O; Summe = 99,57 %. Die beträchtlichen Gehalte an Niob (und untergeordnet auch an Tantal) wurden offensichtlich übersehen. Die hohen Gehalte an Niob wurden erstmals von 1930 Hans-Rudolf von Gaertner nachgewiesen.
Eine Elektronenstrahlmikroanalyse an strontiumarmem niob- und calciumhaltigem Loparit von Berg Tachtarwumtschorr in Südwesten der Chibinen, der in der Zusammensetzung dem Holotypmaterial aus den Chibinen ähnelt, führte zu 9,81 % Na2O; 9,28 % La2O3; 16,42 % Ce2O3; 1,22 % Pr2O3; 2,78 % Nd2O3; 2,91 % CaO; 2,12 % SrO; 0,97 % ThO2; 35,30 % TiO2; 17,93 % Nb2O5; 0,86 % Ta2O5; 0,01 % Fe2O3 (als Gesamt-Eisen); Summe = 99,61 %.
Auf der Basis von drei Sauerstoff-Atomen pro Formeleinheit wurde die empirische Formel (Na0,546Ce0,172La0,098Ca0,089Sr0,035Nd0,028Pr0,013Th0,006)Σ=0,987(Ti0,762Nb0,233Ta0,007)Σ=1,002O3 ermittelt, die lediglich 61,42 Mol-% Loparit der Endgliedzusammensetzung Na0,5SEE0,5TiO3 bzw. NaSEETi2O6 entspricht. Sie signalisiert gleichzeitig eine starke, aber typische Mischkristallbildung mit anderen Vertretern der Perowskitgruppe wie Lueshit, NaNbO3 (23,98 Mol-%), Tausonit, SrTiO3 (3,54 Mol-%) und Perowskit, CaTiO3 (8,96 Mol-%). Die theoretische Endgliedzusammensetzung NaCeTi2O6 erfordert 8,73 % Na2O; 46,25 % Ce2O3 und 45,02 % TiO2.
Die genannte Mischkristallbildung widerspiegelt sich auch in der offiziellen Formel der IMA für den Loparit, die mit (Na0.5Ce0.5)TiO3 angegeben wird.
Hinsichtlich der chemischen Zusammensetzung kann Loparit als das Ti-SEE-dominante Analogon zum Nb-dominierten Lueshit, NaNbO3, oder als das Na-SEE-dominierte Analogon zum Sr-dominierten Tausonit, SrTiO3, bzw. zum Ca-dominierten Perowskit, CaTiO3, aufgefasst werden.
In den Chibinen wurde Th-reicher Loparit (mit Gehalten bis zu 18,4 Gew.-% ThO2) gefunden. Die Th-Anreicherung beschränkt sich auf den Rand der zonierten Kristalle und wird durch eine Verarmung in den Gehalten von Na, leichten SEE und Sr sowie einer Zunahme von Leerstellen auf der A-Position begleitet. Für den Thorium-reichsten Loparit wird die Formel (Na0,39LSEE0,19Th0,12Ca0,05Sr0,02)Σ=0,77(Ti0,76Nb0,27)Σ=1,03O3 präsentiert.
Loparit (sensu lato) weist einen sehr breiten Zusammensetzungsbereich auf und ist typischerweise ein quartärer Mischkristall zwischen Loparit sowie Lueshit, NaNbO3, Tausonit, SrTiO3, und Perowskit, CaTiO3. In diesem Kontext ist auch die Existenz verschiedener Varietäten wie Nioboloparit, Strontioloparit etc. zu sehen.
Loparit gehört zur Perowskit-Gruppe, die komplexe Oxide mit der allgemeinen Formel ABO3 umfasst, wobei A = Ca, Sr, Ba, Na, SEE usw. und B = Ti, Nb, Ta, Zr usw. Ihre Kristallstruktur basiert auf einem kubischen Gerüst aus Oktaedern BO6 mit gemeinsamen Apizes, in dem die kuboktaedrischen Hohlräume mit A-Kationen besetzt sind. In der Struktur von Loparit werden auf der überwiegend von Na- und Ce-Kationen besetzten A-Position zusätzlich die Kationen Ca, Sr und Th eingebaut, während auf der B-Position neben Ti zusätzlich auch Nb- und Ta-Kationen vorhanden sind. Daher ist – wie oben beschrieben – die tatsächliche Zusammensetzung von Loparit als Mischkristall von Loparit, Perowskit, Tausonit, Lueshit und Thorutit, Th0,5TiO3, zu sehen. Die variable chemische Zusammensetzung von Loparit ermöglicht die vollständige oder teilweise Ordnung der Kationen und Nicht-Ordnung in den Untergittern A und B, was zu verschiedenen Verzerrungen in der Kristallstruktur und einen Übergang zur trigonalen, tetragonalen oder orthorhombischen Symmetrie verursacht.
Diese Beziehungen führen zu dem Haupt-Isomorphie-Schemata
Ti4+ + Ca2+ (Perowskit) ↔ Nb5+ + Na+ (Lueshit) sowie Sr2+ + Ca2+ (Tausonit) ↔ Na+ + SEE3+ (Loparit).
Die dominierenden Substitutionen im Loparit können – in Abhängigkeit vom Gestein – wie folgt zusammengefasst werden:
- Na+ + Се3+ ↔ Ca2+ + Sr2+ und 2Ti4+ ↔ (Nb, Ta)5+ + Fe3+ (in fenitisierten vulkanischen und sedimentären Gesteinen der Lowosero-Formation)
- Ti4+ + SEE3+ ↔ Nb5+ + 2Na+ (in Foyaiten und Pegmatiten)
- Ti4+ + SEE3+ ↔ Nb5+ + (Ca, Sr)2+ (in Foidolithen)
- (Ti4+, Fe3+) + SEE3+ ↔ Nb5+ + (Sr2+, Na+), Ti4+ + Ca2+ ↔ Nb5+ + Na+ und Ti4+ + 2(Ca,Sr)2+ ↔ Nb5+ + SEE3+ (in Rischorriten)

Das Defizit in der Oxid-Gesamtsumme, welches typisch für die Loparit-Zusammensetzung in Xenolithen aus fenitisierten Vulkaniten, Sedimentgesteinen und Foyaiten ist, deutet auf OH-Gruppen im Mineral hin, d. h. auf eine Substitution gemäß SEE3+ + O2− ↔ Ca2+ + (OH)− oder Na+ + O2− ↔ ☐ + (OH)−.

## Kristallstruktur
In fast allen Nachschlagewerken und Zusammenstellungen wird für den Loparit eine Zugehörigkeit zum kubischen System angegeben, wie es erstmals 1930 von Hans-Rudolf von Gaertner beschrieben worden ist. Obwohl Röntgenpulveraufnahmen natürlicher Loparit-Proben in der Tat mit einer primitiven kubischen Zelle indiziert werden können, wurde bereits in den 1990er Jahren darauf hingewiesen, dass die tatsächliche Symmetrie dieses Minerals wahrscheinlich orthorhombisch ist. Loparit ist zwar seit vielen Jahrzehnten als eigenständige Mineralart anerkannt – eindeutige Aussagen zu seiner Kristallstruktur fehlen aber. Zudem werden entsprechende Untersuchungen dadurch erschwert, dass das Mineral typischerweise verzwillingt und eng mit anderen Mineralen verwachsen ist.
Roger H. Mitchell, Peter Burns und Anton R. Chakhmouradian haben drei verschiedene Loparit-Proben aus den Chibinen, den „Lowozero-Tundren“ und den „Bearpaw Mountains“ in Montana/USA untersucht, wobei sich folgende kristallstrukturelle Parameter ergaben:
- Niob- und calciumhaltiger Loparit vom Berg Tachtarwumtschorr in den Chibinen kristallisiert im orthorhombischen Kristallsystem in der Raumgruppe Pbnm (Raumgruppen-Nr. 62, Stellung 3) mit den Gitterparametern a = 5,5108 Å; b = 5,5084 Å und c = 4,054 Å sowie einer Formeleinheit pro Elementarzelle.
- Calcium- und niobhaltiger Loparit vom Berg Selsurt in den Lowozero-Tundren kristallisiert im tetragonalen Kristallsystem in der Raumgruppe I4/mcm (Raumgruppen-Nr. 140) mit den Gitterparametern a = 5,5022 Å und c = 7,7967 Å sowie einer Formeleinheit pro Elementarzelle.
- Strontium- und calciumhaltiger Loparit aus den Bearpaw Mountains in Montana kristallisiert ebenfalls im tetragonalen Kristallsystem in der Raumgruppe I4/mcm (Raumgruppen-Nr. 140) mit den Gitterparametern a = 5,5076 Å und c = 7,7767 Å sowie einer Formeleinheit pro Elementarzelle.

Keines dieser drei Minerale zeigt einen Hinweis auf eine Kationenordnung auf der A- oder B-Position.
Loparit vom Berg Tachtarwumtschorr besteht aus einem Gerüst aus gekippten und verzerrten (Ti,Nb)O6-Polyedern, wobei die größeren SEE-, Na- und Ca-Kationen innerhalb dieses Gerüsts verzerrte 12-fach koordinierte Positionen belegen. Letztere können als verzerrte (Na,Ce,Ca)O12-Polyeder betrachtet werden. Hinweise auf eine Ordnung der Kationen in einer der strukturellen Positionen fehlen. Die (Ti,Nb)O6-Polyeder sind auf ähnliche, aber stärkere Weise verzerrt wie im CaTiO3, das durch relativ kurze Ti-O(2)-Bindungen entlang der kleinen Halbachse der Äquatorebene des Polyeders gekennzeichnet ist. Auf diese Weise sind die Ti-O(2)-Bindungen im Loparit vom Berg Tachtarwumtschorr und CaTiO3 gegenüber der Ti-O-Bindung des idealen TiO6-Polyeders in kubischem SrTiO3 kürzer oder länger. Die (Ti,Nb)O6-Polyeder unterscheiden sich auch von denen in CaTiO3, die durch eine apikale Ti-O(1)-Verkürzung relativ zu den Metall-Sauerstoff-Bindungen in der Äquatorialebene gekennzeichnet sind.
Die Polyeder der B-Position weisen in Loparit vom Berg Tachtarwumtschorr und CaTiO3 unterschiedliche Volumina auf. Wie für diese relativ Nb-armen Titanate zu erwarten, ähnelt die mittlere (Ti,Nb)-O-Bindungslänge der Ti-O-Bindung eines idealen TiO6-Polyeders in kubischem SrTiO3, ist jedoch deutlich kleiner als die Metall-Sauerstoff-Bindungen in Nb-reichen Titanaten wie z. B. Latrappit.
Die A-Kationen besetzen stark verzerrte Positionen und werden von 12 Sauerstoffatomen koordiniert. Folglich weichen die A-O-Bindungslängen deutlich von der idealen Sr-O-Bindungslänge in kubischem SrTiO3 ab. Im Gegensatz dazu wird auf Grundlage von Bindungsvalenzrechnungen angenommen, dass die Kationen der A-Position in Perowskit, CaTiO3, innerhalb der ersten Koordinationssphäre nur von 10 Sauerstoffatomen koordiniert werden, da einige Ti-Atome näher am A-Kation liegen als die verbleibenden O(2)-Sauerstoffatome. Diese Situation resultiert aus dem höheren Rotationsgrad der TiO6-Oktaeder in dieser Verbindung.
Strukturell ist der Loparit vom Berg Tachtarwumtschorr nahezu tetragonal und schon leichte Veränderungen in der chemischen Zusammensetzung, insbesondere im Na- oder Sr-Gehalt, können zu Veränderungen in der Symmetrie führen.
Loparit vom Berg Selsurt sowie aus den Bearpaw Mountains kristallisieren beide in der tetragonalen Raumgruppe I4/mcm, die sich aus der kubischen Aristotyp-Raumgruppe Pm3m (Raumgruppen-Nr. 221) durch eine einzige gegenphasige Rotation der TiO6-Polyeder um die c-Achse [001] ableitet. Das Ausmaß der Rotation und der Verzerrungsgrad der TiO6-Polyeder korrelieren mit der chemischen Zusammensetzung, wobei der Sr-reiche Loparit aus den Bearpaw Mountains nur eine geringe Abweichung von der kubischen Symmetrie aufweist. Somit zeigen Ti-O(2)-Bindungen in Loparit aus den Bearpaw Mountains keine Kompression oder Dehnung im Vergleich zu denen im idealen TiO6-Polyeder von SrTiO3, während diese Bindungen in Loparit vom Berg Selsurt nur eine geringe Verzerrung aufweisen. Die Kationen der A-Position besetzen AO12-Polyeder, die deutlich weniger verzerrt sind als die in Loparit vom Berg Tachtarwumtschorr.
Wie bei Tausonit ist es daher ohne Struktur- und Zusammensetzungsdaten nicht möglich, einen bestimmten Loparit vollständig zu beschreiben. Dementsprechend ist es möglich, dass sowohl Pbnm- als auch I4/mcm-Varietäten oder Modifikationen von Loparit sensu lato existieren. Diese entstehen durch unterschiedliche Zusammensetzungen innerhalb der quaternären Mischkristallserie Loparit–Lueshit–Tausonit–Perowskit.

## Varietäten
Nioboloparit kann als intermediärer Mischkristall zwischen Loparit und Lueshit aufgefasst werden. Er wurde in natrolithisierten Bereichen eines 6 m mächtigen Pegmatitganges in Pyroxen-Rischorriten am Eudialyt-Pass zwischen den Bergen Kuelporr und Kukiswumtschorr gefunden und von Aegirin, Pyrochlor, Murmanit, Lamprophyllit, Galenit, Sphalerit und weiteren Mineralen begleitet. Von Loparit unterscheidet sich der Nioboloparit äußerlich durch stärkeren Glanz und durch das Fehlen der allgegenwärtigen Zwillinge. Alle in der Vergangenheit als „Nioboloparit“ bezeichnete Proben sind lediglich Glieder der ternären Mischkristallreihe Perowskit–Luesheit–Loparit. Sie weisen keine Zusammensetzung oder strukturelle Merkmale auf, die sie von anderen Proben niob- und calciumhaltiger Loparit unterscheiden. Nioboloparit wurde folglich diskreditiert.
Strontioloparit, richtiger strontiumhaltiger Loparit (strontian loparite), wurde 1983 als neues Mineral aus Paraguay (mit 8,24 Gew.-% SrO) und Brasilien beschrieben. Das Mineral hat sich aber als Tausonit erwiesen. Ähnlich Sr-reiche Bildungen, die dazu auch hohe Th-Gehalte (ca. 4–7 Gew.-% ThO2) aufweisen, werden von gelbem Titanit begleitet und stammen vom Berg Juksporr in den Chibinen.
Irinit wurde 1954 von Borodin und Kazakova als neues Mineral beschrieben. Er wurde in agpaitischen Pegmatiten gefunden, die auf den Foyait-Komplex im zentralen Teil des Nephelinsyenit-Massivs der Chibinen beschränkt sind. Ablagerungen von Irinit finden sich nur in der Zone der Albitisierung von Arfvedsonit-Mikroklin-Pegmatiten. Das Mineral bildet Kristalle von maximal 1 cm Größe, rotbrauner bis braungelber Färbung und Fettglanz. Sie werden von Aegirin, Mikroklin, Arfvedsonit und Katapleiit begleitet. Aufgrund der hohen Thorium-Gehalte ist das Mineral (sowie andere thoriumreiche Loparite) sind metamikt. Irinit wurde, wie auch der Bornemanit, nach Irina Dmitriewna Borneman-Starynkewitsch benannt.
Metaloparit, SEETi2O6-x, ist ein 1941 eingeführter Name für ein dunkelbraunes bis gelblichgrünes Umwandlungsprodukt von Loparit, welches erstmals im Lowosero-Komplex, Kola, Russland, gefunden wurde. Es handelt sich um ein amorphes, oft metamiktes Umwandlungsprodukt von Loparit. Metaloparit aus dem Alkaligesteinsmassiv Burpala in Burjatien ist ein Verdrängungsprodukt von Loparit. Er enthält typischerweise poikilitische Einschlüsse von Aegirin, Albit, Mikroklin sowie von kleineren SEE-Fluorkarbonaten. Die SEE-Fluorkarbonat-Einschlüsse kommen in unverändertem Loparit nicht vor, sind jedoch sehr häufig in den Aegiriniten, die den am stärksten umgewandelten gelblich-grünen Metaloparit ohne Loparit-Relikte enthalten. Dies könnte darauf hindeuten, dass der Ersatz von Loparit durch Metaloparit von der Kristallisation von Fluorkarbonaten, meist Bastnäsit-(Ce), begleitet wurde.

## Eigenschaften

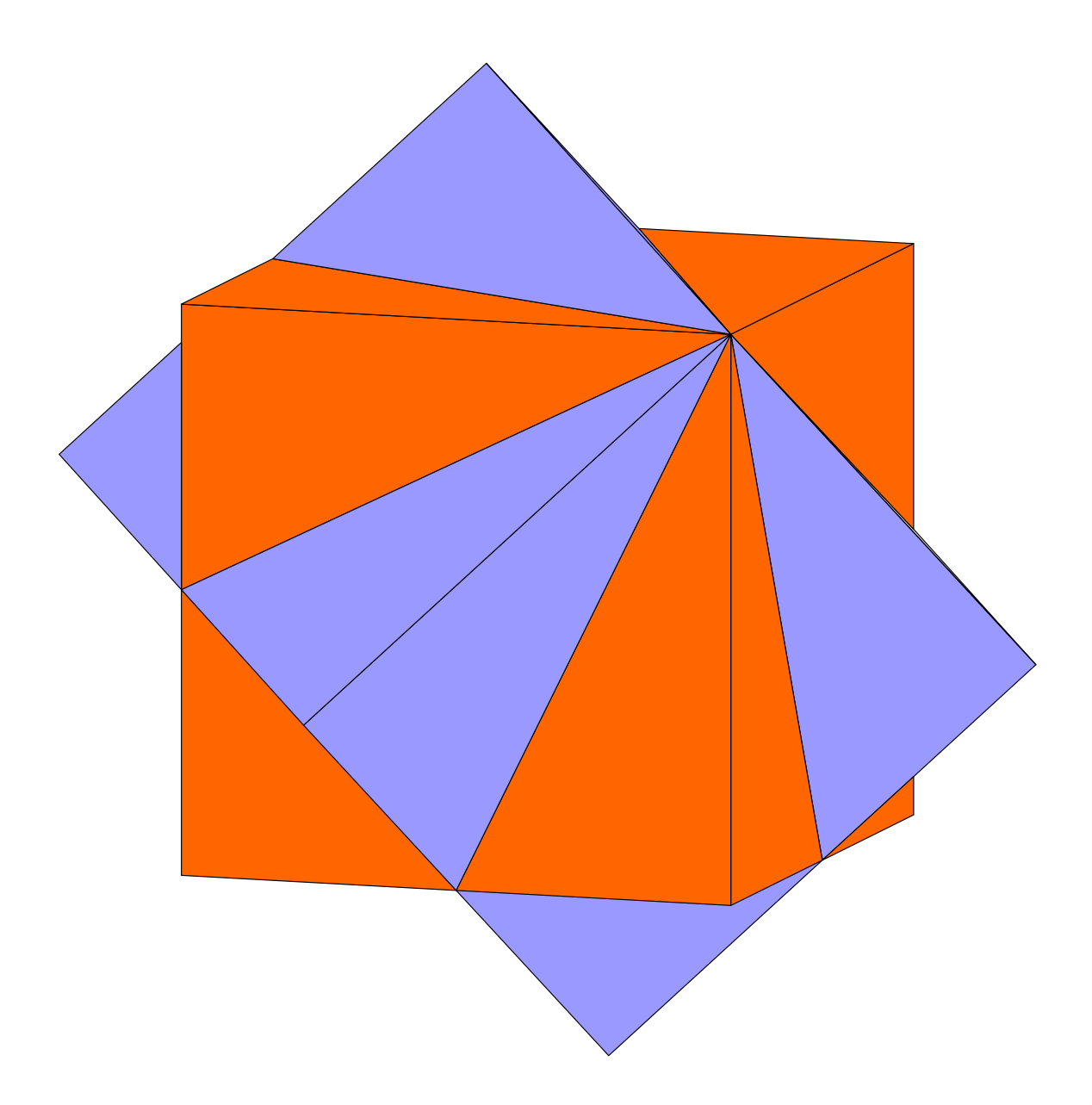
Als kubisch gezeichneter Loparit-Zwilling nach (111) aus zwei Individuen mit nur dem Hexaeder {100}

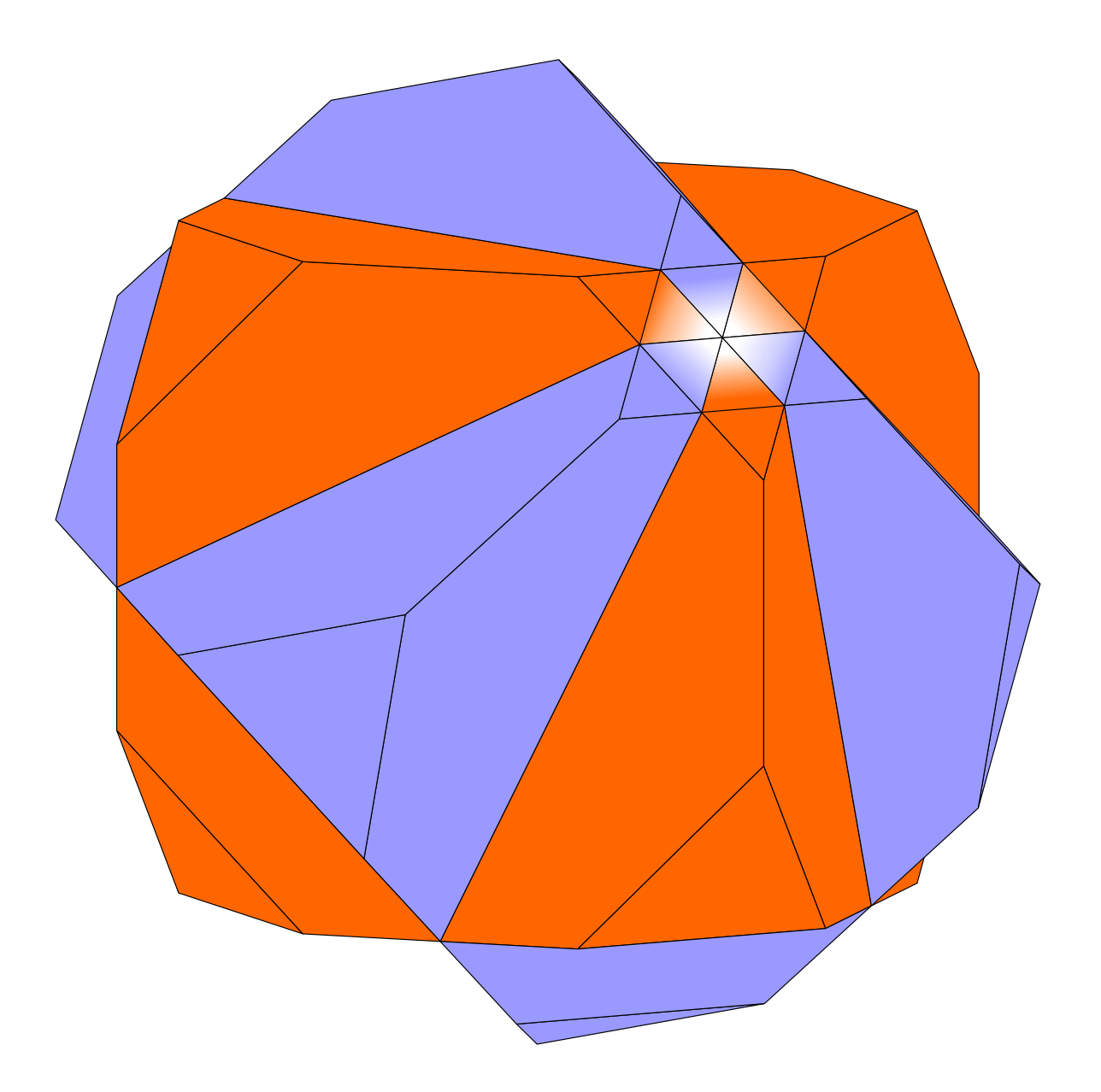
Als kubisch gezeichneter Loparit-Zwilling nach (111) aus zwei Individuen, deren Kristalltracht jeweils aus dem Hexaeder {100} und dem Oktaeder {111} besteht

### Morphologie
Bereits Fersman beschrieb 1926 Tracht und Habitus des Minerals als pseudokubische Penetrationszwillinge mit den Hauptformen {100} und {111}. Gottlob Linck zufolge handelt es sich um Durchkreuzungszwillinge nach dem Spinellgesetz, wobei die Kristalle Größen von 1 bis 2 mm, seltener 3 bis 5 mm und nur in Ausnahmefällen von 10 mm aufweisen. „Aussehen wie Kombinationen von (100) mit untergeordnetem (111); in Wirklichkeit ist die Würfelfläche durch Pyramidenwürfel von etwa (15.0.1)(14.0.1) ersetzt; dazu manchmal (301) und (501); auch (411) und (211) wurden beobachtet“. In der Folge wurden bis 2 cm große, zum Teil hochmodifizierte, fast immer verzwillingte Kristalle beschrieben. Kristalle „bis zu einigen Zemtimetern Größe“ stammen aus dem Alkaligesteinsmassiv Burpala in Burjatien. Daneben findet sich das Mineral in – epitaktischen? – Überzügen auf Perowskit sowie massiv. Häufig werden Zonierungen und Skelettwachstum beobachtet. Sektor-zonierter „Loparit“ mit {100}-Wachstumssektoren, bestehend aus Loparit, und {111}-Sektoren, die aus Lueshit bestehen, ist am Mont Saint-Hilaire (Québec, Kanada) beobachtet worden. Der Anteil der Komponenten Na0,5Ce0,5TiO3 und NaNbO3 variiert um 15 Mol-% zwischen den Sektoren. Da das Mineral orthorhombisch oder tetragonal (aber immer pseudokubisch) kristallisiert, liegen bei den häufigsten Kristallformen {100} und {111} keine Hexaeder und Oktaeder vor, sondern Kombinationen aus den jeweiligen Kristallsystemen. Die dem kubischen Hexaeder äquivalente Form im orthorhombischen System ist eine im Gleichgewicht stehende Kombination aus den Pinakoiden {100}, {010} und {001}.
Das Mineral ist typischerweise komplex verzwillingt – was sowohl makroskopisch als auch bei Betrachtung unter dem Transmissionselektronenmikroskop erkennbar ist. Bei den makroskopisch erkennbaren, sehr schön ausgebildeten Zwillingen liegen Durchdringungszwillinge nach (111) („Spinellgesetz“ mit der Zwillingsebene (111)) vor.
Die Zwillingsbildung kann durch Wachstum oder Inversion aus kubischen und tetragonalen Hochtemperatur-Polymorphen resultieren. Proben, die im Dünnschliff offensichtlich unverzwillingt erscheinen, zeigen bei der wesentlich größeren Auflösung des Elektronenmikroskops typischerweise eine Zwillingsbildung. Es ist zweifelhaft, dass jemals natürliche unverzwillingte Loparit-Kristalle gefunden werden.
Proben aus einem Pyrochlor-Gängchen in gneisartigen Rischorriten am Berg Eweslogtschorr in den Chibinen zeigen, dass Loparit durch Pyrochlor verdrängt werden kann. In einem Astrophyllit-Aegirin-Nephelin-Feldspat-Gang in Foyaiten ebenfalls am Berg Eweslogtschorr ist Loparit zu Ceriobetafit und Belyankinit alteriert. In Karbonatiten verdrängt Loparit seinerseits Perowskit.

### Physikalische und chemische Eigenschaften
Die Farbe der Kristalle des Loparit ist schwarz, schwarz bis grauschwarz oder schwarz bis dunkelbraun. Ihre Strichfarbe wird mit rotbraun bis braunviolett, zimtbraun bis braun oder dunkelbraun angegeben.
Die Oberflächen des opaken Loparit zeigen einen glasartigen bis halbmetallischen oder halbmetallischen bis metallischen Glanz. Unter dem Polarisationsmikroskop ist das Mineral im durchfallenden Licht dunkelbraun bis rötlichbraun, im reflektierten Licht hellgrau bis weiß mit cremefarbenen Stich oder bräunlichgrau mit braunen oder bräunlichroten Innenreflexen.
Die „anomale Anisotropie“ des Loparit ist, weil das Mineral nicht kubisch, sondern orthorhombisch kristallisiert, nicht anomal!
Loparit besitzt eine undeutliche Spaltbarkeit nach {100}. Er bricht aufgrund seiner Sprödigkeit aber ähnlich wie Amblygonit bzw. Quarz, wobei die Bruchflächen uneben (wie beim Amblygonit) oder muschelig (wie beim Quarz) ausgebildet sind. Das Mineral weist eine Mohshärte von 5,5 bis 6 auf und gehört damit zu den mittelharten Mineralen, die sich ähnlich gut wie das Referenzmineral Orthoklas mit einer Stahlfeile, aber nicht mehr mit dem Taschenmesser ritzen lassen. Die Vickershärte für Loparit wurde mit VHN100 = 488–681 kg/mm² ermittelt. Die Vickershärte für Loparit wurde mit VHN100 = 908–1422 kg/mm² ermittelt. Die gemessene Dichte für Loparit beträgt 4,60–4,89 g/cm³, die berechnete Dichte je nach Bearbeiter 4,75–4,94 g/cm³.
Bei hohen Th-Gehalten ist Loparit teilweise oder vollständig metamikt.

### Chemische Eigenschaften
Vor dem Lötrohr ist Loparit nicht schmelzbar. In Säuren wie Salzsäure, HCl, Salpetersäure, HNO3 und Schwefelsäure, H2SO4, ist das Mineral nicht löslich, löst sich jedoch in Flusssäure, HF.

## Bildung und Fundorte
Loparit ist eine primär gebildete Mineralphase in differenzierten Nephelinsyenit-Massiven und Alkaligesteins-Pegmatiten. In den Lowozero-Tundren finden sich ökonomisch verwertbare Anreicherungen von Loparit in mineralisierten Ijolithen oder Maligniten im Bereich zwischen Nephelinsyeniten und Foidolithen. Im Alkaligesteinsmassiv Burpala ist Loparit – sowohl innerhalb der Intrusion als auch in den umgebenden Feniten – auf Bereiche mit alkalischem Metasomatismus im Spätstadium beschränkt.
Als Begleitminerale des Loparit an der Typlokalität wurden Eudialyt–Eukolith und Arfvedsonit bzw. Eudialyt, Aegirin, Ramsayit (= Lorenzenit) und Sphen (= Titanit) angegeben. Weitere mit Loparit vergesellschaftete Minerale sind Nephelin, Mikroklin, SEE-haltiger Fluorapatit, Perowskit, Ilmenit und Lamprophyllit. Im Alkaligesteinsmassiv Burpala wird Loparit neben poikilitische Einschlüssen mit zahlreichen Mikroklin- und Albit-Leisten von Aegirin, Nephelin, Zirkon, Ilmenit, Eudialyt, Katapleiit und Chevkinit begleitet. An der Fundstelle Bratthagen in Norwegen als Einschluss in Analcim, in Buer im Bjørkedalen als Kern in Aggregaten aus Perrierit-(Ce). Fotos in der Datenbank Mindat.org zeigen als Parageneseminerale außerdem Kyanoxalith, Parakeldyshit und Kentbrooksit.
Als sehr seltene Mineralbildung konnte der Loparit bisher (Stand 2021) erst von ca. 60 Fundpunkten beschrieben werden. Diese Fundortzahl deutet zwar kein „sehr seltenes“ Mineral an – jedoch liefern nur einige wenige Lokalitäten größere, gut ausgebildete Kristalle dieses Minerals. Die Fotos in der Datenbank Mindat.org stammen ausschließlich von Fundstellen auf der Halbinsel Kola (Chibinen und Lowozero-Tundren), aus Kanada (Poudrette Quarry im Mont Saint-Hilaire), aus Norwegen und aus Teneriffa.
Obwohl sein Erstfundort an einer nicht verifizierten Stelle in den Lowozero-Tundren liegt, befindet sich seine Typlokalität auf dem ca. 20 km ostsüdöstlich vom Eisenbahnhaltepunkt Imandra entfernten Berg Maly Mannepachk im Nordwesten der benachbarten Chibinen in der Oblast Murmansk auf der Halbinsel Kola in Russland.
Weitere Loparit liefernde Lokalitäten in Russland sind:
- Chibinen in der Oblast Murmansk auf der Halbinsel Kola
  - der Eudialyt-Pass zwischen den Bergen Kuelporr und Kukiswumtschorr
  - Pegmatite in der Umgebung des Astrophyllit-Bachs am Südhang des Berges Eweslogtschorr
  - Nephelin- und Perthit-reiche Fenit-Megaxenolithe in Nephelinsyeniten, 2 km nordöstlich des Berges Kaskasnjutschorr nördlich des Kukiswumtschorr
  - der Berg Chibinpachktschorr (russisch гора Хибинпахкчорр)
  - zwei Alkalisyenitpegmatit-Aufschlüsse in Schiefern der Imandra-Varzuga-Formation in der Umgebung der Eisenbahnstation Khibiny Station am Berg Kihlman
  - der IGC Stop 5-4 in einem Aegirin-Nepheline-Natrolith-Mikroklin-Gang in Rischorriten am Berg Pik Martschenko (Marchenko Peak), Kukiswumtschorr
  - der zu der Nord-Süd streichenden Zone mit eudialytisierten Foyaiten und zahlreichen Eudialyt-Sodalith-Aegirin-Gängen gehörende Eudialyt-Punkt in der Lagerstätte Njorkpachk
  - der Berg Partomtschorr
  - der Berg Raswumtschorr
  - der IGC Stop 6-3 in einem Mikroklin-Aegirin-Gang in Foyait am Berg Tachtarwumtschorr
  - Juksporr-Plateau im oberen Bereich des Hackman-Tals am Berg Juksporr
- Lowozero-Tundren im Rajon Lowozero in der Oblast Murmansk auf der Halbinsel Kola
  - die Grube Umbosero und der Tagebau Umbosero Nord im Berg Alluaiw
  - die Grube Karnassurt (in den Bergen Karnassurt und Kedykwerpachk mit den beiden Grubenbereichen Karnassurt und Kedyk)
  - der Fluss Angvundasjok
  - der Pegmatit Seidozeritovyi #2 am Berg Engporr (russisch гора Энгпорр) im Bereich der Oberläufe von Muruai und Uelkuai
  - der Pegmatit No. 47 am Berg Lepche-Nelm (russisch гора Лепхе-Нельм), See Seidosero
  - der Berg Selsurt (russisch рудник Сэлсурт, bekannt auch als Berg Flora russisch гора Флора) einschließlich des so genannten „Ramsayit-Punkts“
  - der unbenannte Pegmatit No. 1 (russisch неназванный пегматит №1) am Berg Suoluaiv (russisch гора Суолуайв)
  - der Pegmatit No. 24 am Berg Wawnbed (russisch гора Вавнбед, deutsch Nackter Hintern)
- der Afrikanda-Komplex bei Poljarnyje Sori, Oblast Murmansk auf der Halbinsel Kola
- das Kovdor-Massiv bei Kowdor, Oblast Murmansk auf der Halbinsel Kola
- das ca. 100 km nordöstlich der Nordspitze des Baikalsees liegende Alkaligesteinsmassiv Burpala am Fluss Maigunda River im Becken der Mama, Burjatien, Föderationskreis Ferner Osten
- das Alkaligesteinsmassiv Kiisk (Kiyskoe), Jenisseirücken im Mittelsibirischen Bergland, Region Krasnojarsk, Föderationskreis Sibirien
- Etyka, Rajon Balei, Region Transbaikalien, Föderationskreis Ferner Osten

Weitere wichtige Fundorte sind:
- Bratthagen 1 (Straßeneinschnitte in einem Nephelinsyenit-Pegmatit) und Bratthagen 2 (kleine Pegmatitgänge), Lågendalen, Hedrum, Kommune Larvik, Fylke Vestfold, Norwegen
- die Pegmatite Liurdvannet II und Liurdvannet III bei Lysebo, Hedrum, Larvik, Vestfold, Norwegen
- Syenitpegmatite am nordöstlichen Ufer des Anundsjøen, Kvelde, Larvik, Vestfold, Norwegen
- die 9 km südöstlich von Skien bei Porsgrunn liegenden Syenitpegmatit-Halden Buer im Bjørkedalen, Telemark, Norwegen
- Gardiner-Plateau-Komplex, Fjord Kangersertuaq, Kommuneqarfik Sermersooq, Grönland
- Sanidinit-Vorkommen auf Teneriffa, Provinz Santa Cruz de Tenerife, Kanarische Inseln, Spanien
- die Insel Boa Vista, Ilhas de Barlavento, Kapverdische Inseln
- der 3,3 km Durchmesser aufweisende, annähernd kreisrunde Karbonatitkomplex Schryburt Lake, 520 km nördlich Thunder Bay, Kenora District, Ontario, Kanada
- der 1 Ga alte, über eine Fläche von ca. 10 km² aufgeschlossene Karbonatit Prairie Lake, Killala Lake Area, Thunder Bay District, Ontario, Kanada
- der Poudrette Quarry im Mont-Saint-Hilaire-Komplex, Regionale Grafschaftsgemeinde La Vallée-du-Richelieu, Montérégie, Québec, Kanada
- die Komplexe Cerro Chiriguelo (Cerro Corá) und Cerro Sarambí, Departamento Amambay, Paraguay
- der in einem ca. 35 km² großen Komplex aus peralkalischem Syenit, Nephelinsyenit, Pyroxenit und Trachyt sitzende Karbonatit-Plug Serra do Salitre (mit den SEE-Lagerstätten Salitre I und Salitre II) 45 km südöstlich von Patrocínio in der Serra do Salitre, Minas Gerais, Brasilien

Schließlich befinden sich Fundorte für Loparit auch in Angola, Ägypten, der Volksrepublik China, Rumänien, der Slowakei, Südafrika, Simbabwe und in den Vereinigten Staaten. Fundorte aus Deutschland, Österreich und der Schweiz sind damit unbekannt.

## Verwendung

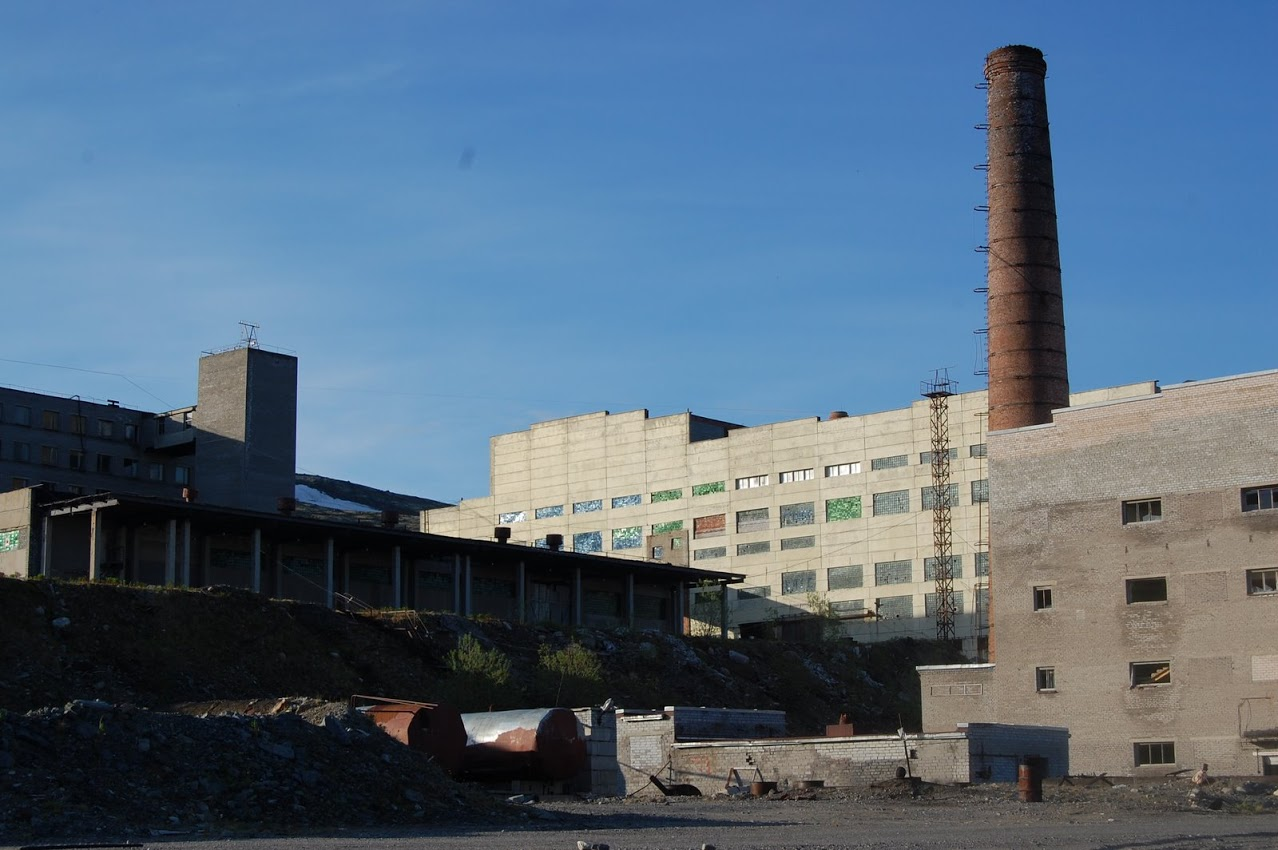
Die Tagesanlagen der Grube Karnassurt in den Lowosero-Tundren

Ungeachtet seiner Seltenheit wird (oder wurde) Loparit an wenigen Stellen der Erde als SEE-Nb-Ta-Erz gewonnen, wozu in erster Linie die Lowozero-Tundren auf der Halbinsel Kola zählen. Der Lowosero-Komplex wird aus sechs Intrusivphasen gebildet, wobei der Großteil des Plutons (ca. 95 % der aufgeschlossenen Fläche) aus drei intrusiven Serien besteht, darunter (in der Reihenfolge der Platznahme): (1) Nephelin- und Noseansyenite, (2) ein sogenannter differenzierter Komplex mit Urtiten und Foidsyeniten und (3) Eudialyt-Lujavrite (trachytische meso- bis melanokrate Nephelinsyenite). Der differenzierte Komplex besteht aus geschichteten Abfolgen (über 200 Lagen) von Lujavriten, Urtiten (mit bis zu 10 Vol.-% Loparit) und Foyaiten. Die einzelnen Lagen sind einige Zentimeter bis einige Dutzend Meter mächtig und fallen gegen das Zentrum des Massivs ein. Einige Lagen sind mit Loparit angereichert, dessen Gehalt dann zwischen 0,5 und 80 Gew.-% schwankt. Loparit bildet in den Urtiten des differenzierten Komplex’ eine kumulierte Phase und ist die Hauptquelle für SEE, Nb und Ta in den Lowozero-Tundren. Die in Förderung stehenden Erzkörper enthalten > 1 × 109 Tonnen Erz mit einem Gehalt zwischen 0,8 und 1,5 Gew.-% SEE2O3. Dieses Lopariterz wurde untertägig in den Gruben Karnassurt (in den Bergen Karnassurt und Kedykwerpachk (russisch рудник Карнасурт, гора Карнасурт и гора Кедыкверпахк mit den beiden Grubenbereichen Karnassurt und Kedyk) sowie Umbosero im Berg Alluaiw und im Tagebau Umbosero Nord abgebaut.
Anfang der 1990er Jahre lag die Jahresförderung zwischen 20.000 und 25.000 Tonnen Loparitkonzentrat, nach dem Zerfall der Sowjetunion ging die Förderung zurück und wurde zeitweise eingestellt. Nach der wirtschaftlichen Stabilisierung produziert die ZAO Lovozerskaya Co. wieder beständig Konzentrat (1999 ca. 8.250 Tonnen). In Lovozero befinden sich 18 % der sicher nachgewiesenen Niobvorräte Russlands (mit 0,24 % Nb2O5). Die Lagerstätten Karnassurt und Kedyk stellen die größten Reserven Russlands an Nb, Ta und leichten SEE dar. Sie stehen seit 1941 in Förderung.
Darüber hinaus ist Loparit aufgrund seiner Seltenheit, seiner gut ausgebildeten Zwillingskristalle und der attraktiven Stufen ein unter Sammlern begehrtes Mineral.